# Stortjärnen (Ytterlännäs socken, Ångermanland)
Stortjärnen är en sjö i Kramfors kommun i Ångermanland och ingår i Ångermanälven-Gådeåns kustområde. Sjön har en area på 0,0603 kvadratkilometer och ligger 4,2 meter över havet.

## Delavrinningsområde
Stortjärnen ingår i det delavrinningsområde (699030-159793) som SMHI kallar för Rinner mot Kramforsfjärden sek namn. Medelhöjden är 63 meter över havet och ytan är 12,6 kvadratkilometer. Det finns inga avrinningsområden uppströms utan avrinningsområdet är högsta punkten. Avrinningsområdets utflöde mynnar i havet, utan att ha någon enskild mynningsplats. Avrinningsområdet består mestadels av skog (53 procent) och jordbruk (14 procent). Avrinningsområdet har 0,18 kvadratkilometer vattenytor vilket ger det en sjöprocent på 1,4 procent. Bebyggelsen i området täcker en yta av 2,32 kvadratkilometer eller 18 procent av avrinningsområdet.